# Kawagoe
Kawagoe (jap. 川越市 Kawagoe-shi) – miasto w Japonii (Honsiu), w prefekturze Saitama. Ma powierzchnię 109,13 km². W 2020 r. mieszkało w nim 354 680 osób, w 153 071 gospodarstwach domowych  (w 2010 r. 342 714 osób, w 137 115 gospodarstwach domowych).
W mieście rozwinął się przemysł włókienniczy, lotniczy, meblarski oraz spożywczy.